# ゴットフリード・ジョン
ゴットフリード・ジョン（Gottfried John, 1942年8月29日 - 2014年9月1日）は、ドイツ出身の俳優。ドイツ語風にゴットフリート・ヨーンとカタカナ表記される事もある。

## 経歴
1970年代から1980年代の初頭にかけて、ゴットフリード・ジョンはライナー・ヴェルナー・ファスビンダー監督の映画に数多く出演し、特に連続テレビシリーズ『ベルリン・アレクサンダー広場』（1980年）でのラインホルト役が知られる。
彼の名が国際的に知られるようになったのは、アーカディ・ウルモフ将軍を演じたジェームズ・ボンドシリーズ第17作の映画『007 ゴールデンアイ』（1995年）とガイウス・カエサルを演じた『Asterix & Obelix Take On Caesar』（1999年）からであった。
多くのテレビ映画に出演している他、ドイツ本国では声優としても活動しており、ドイツ語吹き替え版の『カンフー・パンダ』ではシーフー老師（声：ダスティン・ホフマン）に声を当てている。
2008年までは妻と共にベルギーで暮らし、以後はミュンヘンからほど近いウッティング・アム・アンマーゼーで暮らした。
2014年、癌により死去。享年72。

## 主な出演作
- 八時間は一日にあらず（英語版）(1972/73) (TV) -- ヨッヒェン
- あやつり糸の世界（英語版）(1973) (TV) -- アインシュタイン
- キュスタース小母さんの昇天（英語版）(1975) -- ニーマイヤー
- 13回新月のある年に（英語版） (1978) -- アントン・ザイツ
- デスペア 光明への旅 (1978) -- ペレブロドフ
- マリア・ブラウンの結婚 (1979) -- ヴィリー・クレンツェ
- ベルリン・アレクサンダー広場（英語版） (1980) -- ラインホルト
- リリー・マルレーン（英語版） (1981) -- アーロン
- スペース・レンジャーズ (1993) (TV) -- エリック・ワイス大佐
- 007 ゴールデンアイ (1995) -- アーカーディ・ウルモフ将軍
- ベンヤメンタ学院(1995) -- ヨハネス･ベンヤメンタ
- 魔王（英語版）(1996) -- フォレスター林務官
- ミレニアム (1997) (TV) -- ジョセフ・ヘイム
- アム・アイ・ビューティフル？ (1998) -- ヘルベルト
- プルーフ・オブ・ライフ (2000) -- エリック・ケスラー
- チャーチル／大英帝国の嵐（英語版）(2002) (TV) -- フリードリヒ・フォン・シュローダー
- ローマン・エンパイア（英語版） (2003) (TV) -- Cicero
- アルティメイタム (2008) (TV)... Paolo Naldini
- グリム童話・ルンペルシュティルツヒェン(2009) (TV) -- ケーニッヒ
- ジョン・ラーベ 〜南京のシンドラー〜 (2009)